# Градиште (дримско)
Градиште или Градеш, су остаци средњовековне тврђаве на узвишењу у близини ушћа Рибника у Бели Дрим, за које неки аутори сматрају да би могли бити остаци прве престонице Србије Достинике. Налазе се изнад Швањског Моста, недалеко од села Геџа у општини Ораховац, на АП Косово и Метохија. Данас постоје скромни остаци града већих размера, који потиче из IX или X века, док се у непосредној близини налазе остаци насеља из праисторијског доба (VIII век пне).

## Опис локалитета
Утврђење се налази на брду висине 408 (406) метара нмв, које се уздиже изнад кланца Белог Дрима, низводно од ушћа Рибника у њега. На вишем платоу брда, овалног облика, нагнутог ка југу и северу, простиру се остаци града који се пружа правцем исток-запад. Његова приближна дужина је око 160 метара, док му ширина износи око 120 метара. Остаци на терену указују да је у питању насеље утврђено јаким бедемима ојачаним кулама, пошто се уз бедеме налазе купаста узвишења која су највероватније остаци некадашњих кула, док у унутрашњости утврде има доста рупа из којих је локално становништво вадило грађевински материјал, што указује на постојање већег броја зграда у његовој унутрашњости. У непосредној близини локалитета, укрштају се магистрални пут Ђаковица-Призрен и пруга која повезује Призрен, преко Клине, са Приштином и Пећи. Иван Јастребов наводи податак да код Швањског моста са обје стране ријеке Дрима лежи Градеш, очигледно некад римски град (Gabueleum). Уз тај град и села Јуник, Скивјане и град Валбона (красни) привући ће пажњу познавалаца римске старине. Село Жабељ је на десној обали Дрима у некада шаковачкој нахији, на три четврти сата од Швањског моста. Јастребов види сличност Жабељ и Габељ и да је то од Gabueleum. Ту су рушевине риманског караван сараја, који се налазио код тог моста са обе стране Дрима. У дечанско и Душаново време то се звало Градиште, а тада Градиш, Градеш. Швањ поистовјећује са Градешом. Ђаковица му није Габуелум јер је Ђаковица нов град и у српско време није био познат..